# Ярослав Радев
Ярослав Георгиев Радев е български  юрист, депутат, политик, академик, заслужил юрист. Професор по Конституционно право в Юридическия факултет на Софийския университет „Св. Климент Охридски“. Академик на Българската академия на науките (БАН). 

## Биография

### Политическа кариера
Роден е на 30 септември 1920 година в град София. От 1938 г. е член на РМС, а от 1945 г. и на БКП. Бил е секретар на РМС за квартал Лозенец в София. Взема участие в Деветосептемврийския преврат като командир на боен отряд. След това е секретар на РМС и член на Бюрото на седми районен комитет на БКП. От 1945 г. е председател на БОНСС в Юридическия факултет на Софийския университет и член на централното ръководство на организацията.Между 1966 и 1968 година е секретар на Районния комитет на БКП за град София. От 1971 година е член на ЦК на БКП, също така член на Държавния съвет на България и председател на Съвета по законодателство към Държавния съвет. Година по-късно вече е заместник-председател на Държавния съвет и пр а от 1976  е и член на  Държавния съвет. През 1978 става председател на Законодателната комисия на Народното събрание. Носител е на ордените „Георги Димитров“ и „13 века България“.
Умира на 10 юни 2009 година в София.. 

### Научна кариера
През 1945 г. завършва "Право" в Юридическия факултет на Софийски университет, а от 1947 работи като асистент там до 1955 година. През 1956 става доцент, през 1966 професор, а  през 1972 -  Директор е на Единния център по науките за държавата и правото при БАН. От 1977 г. е член-кореспондент на БАН. Към началото на 1981, когато е избран за академик . Написал е над 70 научни труда. 

## Избрани трудове
"Марксизмът и учението за разделението на властите"  (1948 Народна младеж)
"Първата съветска конституция" (проекти и принципи) (1962.  Държавно издателство "Наука и изкуство" )
"Държавни и представителни органи на България 1944-1947 г", (1965, Издателство на Българската академия на науките)
"Влияние на съветското държавно право за създаване на българската народно демократична конституция"